# Hottot-les-Bagues
Hottot-les-Bagues – miejscowość i gmina we Francji, w regionie Normandia, w departamencie Calvados.
Według danych na rok 1990 gminę zamieszkiwało 406 osób, a gęstość zaludnienia wynosiła 48 osób/km² (wśród 1815 gmin Dolnej Normandii Hottot-les-Bagues plasuje się na 507. miejscu pod względem liczby ludności, natomiast pod względem powierzchni na miejscu 615.).